# Eberhard Pikart
Eberhard Pikart (* 22. August 1923; † 13. Oktober 2017 in Hohenbrunn) war ein deutscher Historiker.
Er wurde 1955 an der Albert-Ludwigs-Universität Freiburg im Breisgau promoviert. Er war Kustos des 1964 errichteten Theodor-Heuss-Archivs in Stuttgart. Seit den 1970er Jahren lehrte er als Professor für Neuere Geschichte an der Universität der Bundeswehr München.

## Schriften (Auswahl)
- Die Gemeindereformpläne der französischen Restauration 1814–1830. Phil. Diss. Freiburg im Breisgau 1955.
- mit Erich Matthias (Bearb.): Die Reichstagsfraktion der deutschen Sozialdemokratie 1898 bis 1918 (= Quellen zur Geschichte des Parlamentarismus und der politischen Parteien. Erste Reihe: Von der konstitutionellen Monarchie zur parlamentarischen Republik. Bd. 3). 2 Bände, Droste, Düsseldorf 1966.
- (Hrsg.) Theodor Heuss: Aufzeichnungen 1945–1947. Aus dem Nachlass hrsg. und mit einer Einleitung versehen. Wunderlich, Tübingen 1966.
- (Hrsg.) Theodor Heuss: Tagebuchbriefe. 1955–1963. Eine Auswahl aus Briefen an Toni Stolper. Wunderlich, Tübingen 1970.
- (Hrsg.) Klaus Epstein: Geschichte und Geschichtswissenschaft im 20. Jahrhundert. Ein Leitfaden. Propyläen, Berlin 1972.
- Theodor Heuss und Konrad Adenauer. Die Rolle des Bundespräsidenten in der Kanzlerdemokratie. Belser, Stuttgart 1976.
- mit Wolfram Werner (Bearb.): Der Parlamentarische Rat. Bd. 5: Ausschuss für Grundsatzfragen. 2 Bände, Boldt, München 1993, ISBN 3-7646-1925-2.